# Sonora savagei
Sonora savagei — вид змій родини полозових (Colubridae). Ендемік Мексики.

## Поширення і екологія
Sonora savagei є ендеміками острова Серральво в Каліфорнійській затоці. Вони живуть серед піщаних дюнн та в арройо (пересохлих русклах річок), на пляжах, можливо, також серед скель.